# 未破裂脳動脈瘤
未破裂脳動脈瘤（みはれつのうどうみゃくりゅう）とは、ヒトの脳動脈にできた瘤（脳動脈瘤）が破裂するかもしれない状態を指す。破裂するとくも膜下出血を招いて生命に関わる可能性があるため、大きな脳動脈瘤に対しては、血管内治療や開頭手術といった予防治療が行われることもある。

## 概要
脳動脈瘤とは脳の動脈にできる瘤のことで、脳動脈瘤が破裂した状況を、くも膜下出血と呼ぶ。
最近、人間ドックや脳ドックの普及により脳のスクリーニング検査を受けることが多くなり、またMRA（磁気共鳴血管撮影）や3DCTA（三次元CTアンギオグラフィー）などの機器の性能が向上し、小さな病変でも発見できるようになった。そうしたことから発見される機会が増えているのが、破裂していない状況の脳動脈瘤、すなわち未破裂脳動脈瘤である。日本からの報告では成人の4～6%程度に発見されるといわれ、決して稀な疾患ではない。
くも膜下出血は発生すると致命率が高く重篤な症状を来たすことから、未破裂脳動脈瘤が破れる前に予防治療することがよいと考えられるが、実際には治療で後遺症が生じる可能性も数％ある。したがって現在、未破裂脳動脈瘤の治療適応に関しては議論が多く、未破裂脳動脈瘤の自然歴と治療のリスクがどうであるのかを知ることが重要となっている。以前より日本ではくも膜下出血の頻度が高いと考えられており、2014年の調査では未破裂脳動脈瘤の破裂率は欧米人と比較して2.8倍高いと報告されている。本稿では未破裂脳動脈瘤に関する知見をまとめる。

## 病因
脳動脈瘤はどうしてできるのかまだはっきりしたことは明らかとはなっていないが、次に挙げるようないくつかの原因が考えられている。
1. 遺伝的な要素で生まれつき血管の壁が弱いこと[3]
2. 加齢による動脈硬化、高血圧・喫煙など生活習慣にかかわる因子が重なり壁の弱い部分が出来ること[4][5]
3. 血流の負荷などが血管の分岐部に衝突し、摩擦力が関与して内弾性板の断裂を生じさせる事で血管壁が風船状に膨らむ[6]

等である。
現在様々な研究が進行中であり、脳動脈瘤の形成に関する情報が明らかとなりつつある。

## 臨床症状
殆どの場合無症候。破裂を来たせば上記のくも膜下出血を来たす。4-10%程度の症例で、脳神経麻痺（動眼神経麻痺や視力低下など）や脳梗塞などを来たす。
他の動脈瘤が破れ、それに偶然合併した瘤として発見されることもある。

## 病態生理

### 脳動脈瘤とくも膜下出血
未破裂脳動脈瘤は頭蓋内の比較的太い血管に発生し、その多くがくも膜下腔に存在する。したがって破裂するとくも膜下出血を来たす。
くも膜下出血は、内圧の低い頭蓋内に大きな動脈の破裂が起き、かなり激しく出血するため、極めて予後が悪い。統計上は、約3分の1が病院に到着する以前か、到着後に死亡、3分の1は命が助かっても重篤な神経障害を残すもの、残りの4分の1から3分の1が社会復帰可能となると言われている。その発生率は平均年間10万人対約8人～20人と報告されているが、国・人種によって発症率にばらつきがあり、日本やフィンランドは人口当たりのくも膜下出血の頻度が米国の2倍以上あるといわれている。

### 脳動脈瘤の自然経過・自然歴
現在、脳動脈瘤の自然経過には3つのタイプがあるのではないかと考えられている。
Type Iは脳動脈瘤ができてすぐ破裂してしまうもの。これは我々が通常目にする未破裂脳動脈瘤として発見される可能性が少ないものである。どんなに未破裂脳動脈瘤を予防的に治療してもこのタイプの瘤の破裂によるくも膜下出血はその急激なタイミングを見つけられない限り困難である。
Type IIは脳動脈瘤ができても、すぐには破裂せず落ち着き、その後少しずつ拡大し、または拡大せず動脈瘤の壁が摩擦力の変化などで変性して出血を来すもの。
Type III: 脳動脈瘤ができても破裂せず、長期間安定しているもの。
などである。我々が日常観察している未破裂脳動脈瘤はType IIまたはType IIIの経過を取っている瘤をみているのだと考えるべきである。したがってどのような瘤がType IIとなり、どのような瘤がType IIIなのかを知ることが重要である。
未破裂脳動脈瘤の研究によって現在我々が明らかとしうるのはそのTYPE IIとIIIが総合でどの程度破裂するかということになる。これまで数多くの研究がなされている。
その方法として3つのタイプがある。
1. 第一は全国のくも膜下出血の年間発症率（すなわち動脈瘤破裂の頻度）を、疫学調査で明らかとされた未破裂脳動脈瘤の人口別頻度で割り算して単純に全体の破裂率を求めようとするもの。この方法によるとおおよそ脳動脈瘤の破裂率は0.5%-2%になるとされている。しかしこの方法ではさきに述べた、できてすぐ破裂するType Iの未破裂脳動脈瘤によるくも膜下出血は考慮されていないことになる。
2. 次は、過去にもっとも多くされてきた研究のタイプで、なんらかの理由で治療されなかった瘤がどの程度破裂したか後ろ向きに検討した研究、またはそれらの研究を集めてメタ解析をおこなったものである。この方法によると、日本のデータでは未破裂脳動脈瘤の全体での破裂率は年間1-3%、フィンランドから報告では約1%とされています。このタイプの研究は多く報告されているが、個々の研究は比較的少数の患者データを解析したものが多く、信頼区間（たとえば破裂率は0.1-5%という具合）が広くなってしまう問題点、また治療されなかった理由が多くの場合明らかでなく、対象となる脳動脈瘤の選択に特殊なバイアスがかかっている可能性があること、またデータを総合しようとしても生のデータがなく独立した破裂因子を見つけることが難しいことなどが問題となっている。
3. そこで最近推進されている第3の方法が前向きのコホート研究である。この代表として国際未破裂脳動脈瘤研究（ISUIA）がある。この研究は1998年に後ろ向き自然歴の報告が、2003年に前向き自然歴の報告がなされた。1998年の報告では1センチメートル未満の未破裂脳動脈瘤の破裂率は年0.05%とされ、これまでのデータと大きく様相を異にしており、関連する医療に関わる者に驚きを与えた。しかし後日報告された前向き研究結果では全体での破裂率は0.7%で、破裂率は大きさに比例して大きくなること、小さくい瘤でも内頚動脈―後交通動脈や脳底動脈の動脈瘤は破裂しやすいことを示した。しかしそれでも脳循環（Willis輪）の前方動脈瘤の7ミリメートル以下の群では殆ど破裂しないと報告されている。この研究は殆どが白人を対象としており、くも膜下出血の頻度の高い日本では状況は異なるのではないかと考えられた。

そこで日本では3つの研究が進められることになった。一つは2001年より開始された、日本未破裂脳動脈瘤悉皆調査（UCAS JAPAN）である。これは6000例の症例を前向きに検証し、未破裂脳動脈瘤の自然歴、日本における治療成績を検証しようとしている。また2006年からは未破裂脳動脈瘤患者のさらに詳細なQOL（健康に関する生活の質）や高次機能調査を含めたUCASIIが開始されている。また限られた施設グループで5ミリメートル以下の小さな瘤を全く治療しないで経過をみるSUAVE研究が進められている。
UCAS_Japanはまだ中間値の解析では、未破裂脳動脈瘤のおおよその破裂率は全体で1%前後となる見込みと考えられている。また破裂に関与するいくつかの独立因子が挙げられ、特に大きさと特殊部位が破裂に関与する傾向がある。全体の傾向としてはISUIAの結果に似ているが、破裂率はやや高い。SUAVEの結果は2010年にStroke誌に掲載され、375例448個の5mm未満の瘤の破裂率は年間0.54%と報告されている。多発動脈瘤、高血圧を有する患者、若年者、4mm以上の瘤の破裂率が高いことが示された。またこの群では年1.9%の症例が2mm以上の拡大を示した。一般に5mm未満の小型の瘤では定期的観察を行うことで比較的安全な診療を継続できることが示された。
日本脳神経外科学会による約6000症例の追跡調査によると、脳動脈瘤が1年間で破裂する危険性は0.95％である。

## 検査成績
Magnetic resonance angiography(MRA)：MRI装置を用いた脳血管撮影法
3 dimentional computer tomographic scan(3D CTA)：造影剤（ヨード）を用いてCT撮影で脳血管を描出する方法
Digital subtraction angiograpgy (DSA):カテーテルを用いて脳動脈に直接造影剤を注入して血管を描出する方法
等で動脈瘤を発見、部位、大きさ、形状の確認ができる。

## 診断・鑑別診断
診断は検査所見参照。
脳動脈瘤の分類として、形状・大きさ・部位が重要である。MRA, 3DCTA、血管撮影などによって診断・分類する。血管のループや、血管基部の漏斗状拡大が脳動脈瘤と診断されることもある。最終的には血管撮影の3次元像が最も確実な診断基準となる。
症候として有名なものが動眼神経麻痺や視神経障害であるが、これは他の海綿静脈症候群を来たす疾患や、糖尿病、Myastenia gravisなど眼瞼下垂を来たす神経筋症候群、下垂体卒中など急激な視神経症候来たす疾患、トルコ鞍周辺疾患との鑑別が重要となる。

## 治療
未破裂脳動脈瘤の治療には
1. 慎重な経過観察
2. 開頭クリッピング手術
3. 血管内手術

などがある。
経過観察は高血圧、喫煙が動脈瘤破裂因子となるのでこれらに関する最大限の治療を行ない、未破裂脳動脈瘤の動向を慎重に画像で経過観察するという方法である。経過観察の頻度については様々な頻度が推奨されているが確立されたものはない。3ヶ月、半年、1年毎の観察等が示唆されている。この治療による成績が上記の現在進められている自然歴調査の結果とほぼ同等となると考えられる。
第2の脳動脈瘤開頭クリッピング術は開頭という処置をして瘤の頚部に。洗濯ばさみを小さくしたような金属のクリップをかけて瘤を閉鎖するものである。この治療法は50年以上前に開発され、手術用顕微鏡の導入とともに進歩してきた。この方法によれば瘤が再増大する可能性は10年間で数%程度に抑えられることが証明されている。しかし開頭を行なわねばならないこと、瘤によっては到達してクリップを行なうために、周囲の脳や血管を損傷する可能性があり、合併症が問題となっている。
一方血管内手術はカテーテルを用いて瘤の中に非常に軟らかいプラチナ等でできたコイルを詰め内腔を閉塞する治療である。10数年前より開発されてきた技術であるが、様々デバイスの改良が進みつつ、現在では脳動脈瘤の低侵襲治療として確立されつつある。しかし瘤の形状によって瘤を完全に閉塞することが困難であり再発が多いこと、また瘤に到達する際、またカテーテルの操作中に血栓性の虚血性合併症や動脈瘤穿孔などをきたし重篤な合併症を来たすこともある。一方でこのタイプの治療法はさらに進歩し、血管の中に金網のチューブのようなものをいれて動脈瘤を元の血管と境して、治療を行うステント法も進んでいる。ただ現在は本方法も脳梗塞などの合併症も発生しやすく他の治療では困難な瘤の治療に用いられている。
今後さらなる治療法・技術の進歩が期待される。
実際の治療選択は自然歴と治療リスクおよび患者の身体状況に応じて決定される。開頭か血管内手術を選択するかは、実際には様々な瘤の因子（部位、大きさ、ネックとドームの比、次に述べる様々なリスク、動脈硬化・身体年齢、施設の特色、および患者の希望など）により決定される。

## 予後
治療には一長一短があるが、いずれの方法も麻痺などの重篤な合併症を来たすリスクがあり、慎重に治療法を検討するために、未破裂脳動脈瘤の自然歴および治療の一般的リスクの把握が重要となってくる。
自然歴の予後は現段階では先にまとめたように年間破裂率は約1%前後、ただしこれは瘤の大きさや場所、形、できた血管の太さなどにも関連するとされる。破裂例では50~70%近くが死亡するか重篤な合併症を残している。破裂は大きさ、部位、年齢などに影響されることが明らかとなっている。
手術治療成績についても多くの後ろ向き研究、さらに最近では多施設前向き研究がなされてきた。後ろ向き研究では開頭クリッピング治療の完全治療率はおおむね90%前後で、重篤合併症発生率は全体で3~5%、一方の血管内治療では完全閉塞率は50%強、合併症は約4%とされている。さきに自然歴の際に触れた国際未破裂脳動脈瘤研究ISUIAでも治療成績に関してまとめている。1年後の開頭手術に関連した死亡率は2.3%、重篤合併症率は9.8%、血管内治療は、死亡率3.1%、重篤合併症率は6.1% と報告された。合併症の約50%はこれまで通常用いられてきたRankin scaleなどの方法ではなく高次機能のみの障害として計測された合併症であった。UCAS JapanでもRankin scaleのみで治療成績に関してまとめているが、死亡率は極めて低く、重篤合併症に関しては5%未満となる見込みである。ISUIA、UCAS Japanにおいて、動脈瘤の部位と大きさおよび患者年齢が治療の合併症に関連する因子として重要であることが明らかとなっている。すなわち大きい動脈瘤や深部の動脈瘤、また高齢者では治療成績は悪い。このような因子は一方で自然歴において破裂しやすい瘤の特徴と同様ということになるので治療適応の判断がさらに難しくなっている。

## 最新の動向
現段階では2008年に発刊された日本脳ドックガイドライン、AHAの推奨に沿って治療方針が立てられていることが多い。
積極的手術治療が進められるのは70~75歳以下の比較的若年齢で、症候性の瘤、5ミリメートル～7ミリメートル以上（日本脳卒中学会の指針による）の瘤である。また瘤の出っ張り（ブレブ）を有するもの、ごつごつしたもの、また前交通動脈、脳底動脈、内頸動脈―後交通動脈分岐の瘤は小さいものでも治療適応となると思われる。
今後これまでのデータやUCAS Japan、SUAVE、UCAS IIなどのデータから、それぞれの瘤の大きさ・部位、年齢における破裂率がある信頼範囲で決定できることが望まれる。さらにこのようなリスクに関連する数値、リスクの状況を患者がいかに把握して、治療選択をするのか、そして患者の治療前後の生活の質はどのように変化してゆくのか等を把握して、患者に正確なデータを提示し、患者個人の考え方、ライフスタイルに即した医療を進めてゆくのが理想となるであろう。
脳動脈瘤の予防的治療を医師に勧められてすぐ従う人は少ない。他の医師にセカンド・オピニオンを求めたり、体験者のブログを読んだりして数カ月悩み、数年にわたり逡巡する人もいる。